# Casar de Cáceres
Casar de Cáceres è un comune spagnolo di 4 610 abitanti situato nella comunità autonoma dell'Estremadura.